# Urban Chaos : Violence urbaine
Pour le jeu vidéo d'action-aventure sorti en 1999, voir Urban Chaos.
Urban Chaos : Violence urbaine (Urban Chaos: Riot Response) est un jeu vidéo de tir à la première personne développé par Rocksteady Studios et édité par Eidos Interactive, sorti en 2006 sur PlayStation 2 et Xbox.

## Accueil
- Jeuxvideo.com : 14/20[1]